# Fairview, Illinois
Fairview är en ort i Fulton County i delstaten Illinois, USA.